# Stenoma nitidorella
Stenoma nitidorella es una especie de polilla del género Stenoma, orden Lepidoptera.
Fue descrita científicamente por Walker en 1864.

## Distribución
Stenoma nitidorella habita en el continente de América.